# Jus' a Taste of the Kid
Jus' a Taste of the Kid es el primer álbum de estudio de la cantautora canadiense Barbra Amesbury. Fue publicado en julio de 1974 a través del sello Casablanca Records.

## Grabación y contenido
Las sesiones de grabación del álbum tuvieron lugar en dos estudios diferentes de Toronto, Ontario: Thunder Sound y RCA Studios. Una vez completas las sesiones de grabación, el álbum se masterizó en The Mastering Lab, un estudio ubicado en Los Ángeles, California. Amesbury produjo el álbum mientras que Bill Gilliland se desempeñó como coproductor. Jus' a Taste of the Kid contenía doce temas, todos compuestos por Amesbury, incluido «Virginia (Touch Me Like You Do)», el primer sencillo en ser lanzado por Casablanca.

## Recepción de la crítica
Un escritor no especificado de la revista Cash Box declaró: “[Barbra] Amesbury es sin duda uno de los talentos más completos que hemos escuchado en bastante tiempo y su LP debut en Casablanca habla muy bien de la joven artista. Con su exitoso sencillo «Virginia (Touch Me Like You Do)», el disco está repleto de excelentes composiciones originales”.

## Lista de canciones
Todas las canciones escritas y compuestas por Barbra Amesbury.
Lado uno
1. «Rock My Roll» – 2:59
2. «On the Matter of Direction» – 1:16
3. «That Close to Me» – 2:57
4. «I Ever Had» – 2:43
5. «Virginia (Touch Me Like You Do)» – 2:45
6. «Sailin'» – 4:20

Lado dos
1. «Billy's Song» – 2:42
2. «She's in Love» – 2:22
3. «Once Before You're Gone» – 2:31
4. «Justin» – 3:03
5. «Lakehead	3:15
6. «Goin' Home» – 0:25

## Créditos y personal
Créditos adaptados desde las notas de álbum de Jus' a Taste of the Kid.
Personal técnico
- Barbra Amesbury – producción
- Bill Gilliland – coproducción
- Struan Campbell-Smith – fotografía de portada
- Leandro Correa – fotografía interior
- Philip Chlong – diseño